# Andrej Marinc
Andrej Marinc, slovenski politik in agronom, * 4. oktober 1930, Celje, Kraljevina Jugoslavija.
Rodil se je v Celju in se leta 1947 včalnil v KPS (kasneje Zveza komunistov Slovenije). Diplomiral je iz agronomije. 
Od leta 1968 je bil sekretar CK ZKS, od 27. novembra 1972 do 9. maja 1978 je bil predsednik Izvršnega sveta Skupščine Socialistične republike Slovenije. Na čelu slovenske vlade je nasledil Staneta Kavčiča, ki je bil takrat prisiljen v odstop. Eno leto po koncu mandata je bil podpredsednik ZIS, po veliki kadrovski "rošadi", ki je sledila smrti vodilnega slovenskega politika Edvarda Kardelja leta 1979, pa eden izmed članov predsedstva CK ZKJ iz Slovenije.
V obdobju med letoma 1982 in 1986 je bil predsednik CK ZKS, ki je za svojega naslednika "ustoličil" Milana Kučana, nato pa ostal član predsedstva SRS do leta 1990, ko se je umaknil iz politike, čeprav je še do leta 1988 veljal za "naravnega" naslednika Franceta Popita na funkciji predsednika slovenskega predsedstva (tako kot ga je leta 1982 nasledil čelu slovenskega CK-ja), kar so preprečile demokratične pobude in spremembe v porajajočem se kritičnem javnem mnenju.